# Titus Mulama
Titus Mulana (Nairobi, 6 agosto 1980) è un calciatore keniota, di ruolo centrocampista.

## Carriera

### Club
Ha giocato nel campionato keniota, congolese, gabonese, costaricano e svedese.

### Nazionale
Conta 59 presenze e 5 gol per la nazionale keniota, con cui ha anche partecipato alla Coppa d'Africa del 2004.

## Palmarès

### Club

#### Competizioni nazionali
- Primus National Football League: 2

APR: 2005, 2006